# Potrero San Joaquín
Potrero San Joaquín är en ort i Mexiko.   Den ligger i kommunen Ciudad Fernández och delstaten San Luis Potosí, i den centrala delen av landet, 300 km norr om huvudstaden Mexico City. Potrero San Joaquín ligger 1 013 meter över havet och antalet invånare är 180.
Terrängen runt Potrero San Joaquín är platt åt nordost, men åt sydväst är den kuperad. Runt Potrero San Joaquín är det ganska glesbefolkat, med 29 invånare per kvadratkilometer. Närmaste större samhälle är Río Verde, 8,0 km öster om Potrero San Joaquín. Trakten runt Potrero San Joaquín består i huvudsak av gräsmarker.